# ThinkPad 390

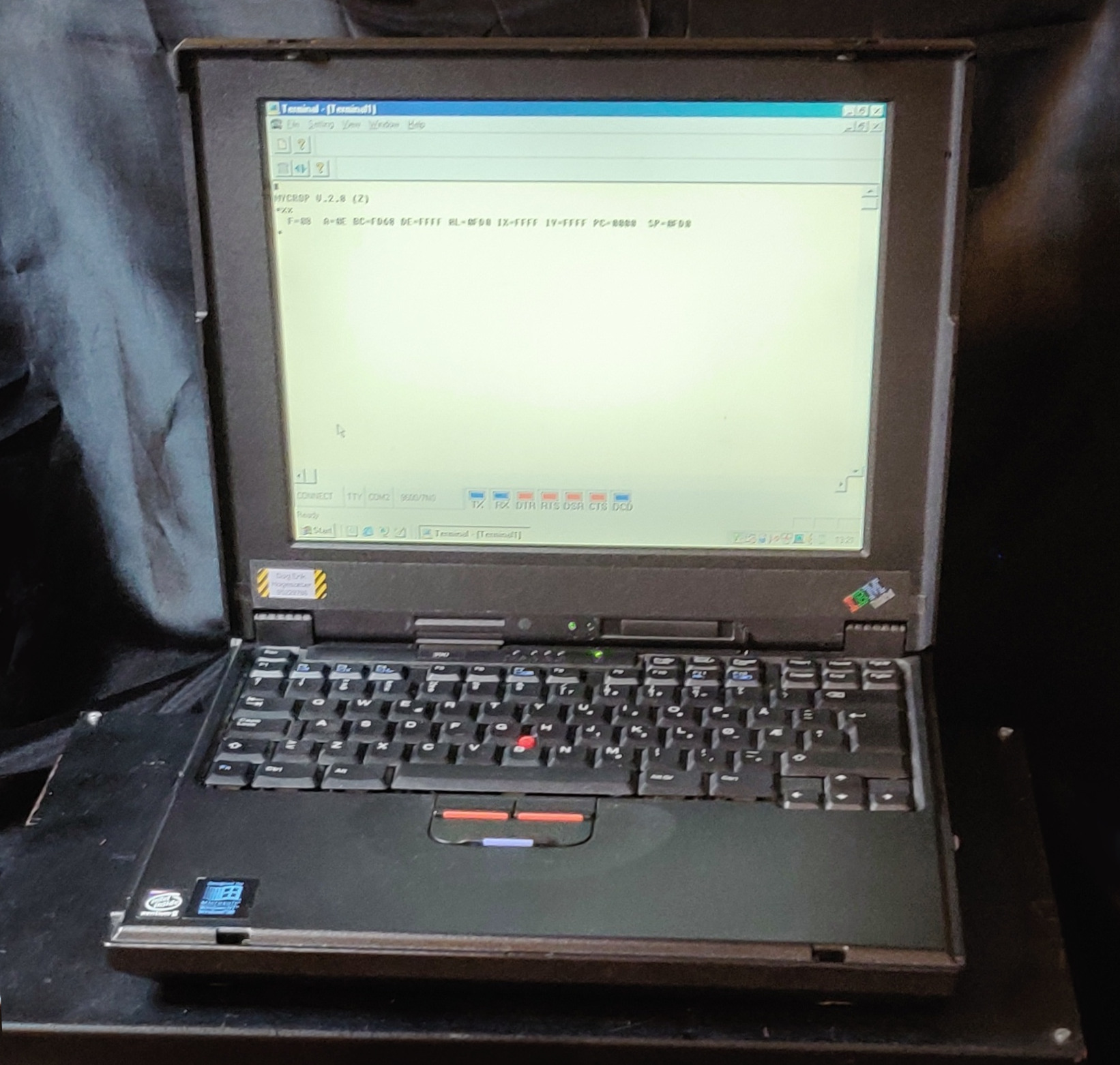
ThinkPad 390

ThinkPad 390（シンクパッド -）は、かつてIBMから発売されたノートパソコン。ThinkPadブランドのシリーズの一つ。

## 概要
12.1 - 15.0インチ液晶画面、3スピンドル、A4サイズのオールインワンノートパソコンであり、現在においてもThinkPad最大級のモデルである。ThinkPad Aシリーズはこのシリーズの後継。
発売当初の1998年当時は未だ希少だった15.0インチ液晶ディスプレイを搭載していたが、当時はまだ高価であり、コストを抑えるため14.1インチXGA、12.1インチSVGA液晶モデルも存在した。とくに12.1インチ液晶搭載機は元々の筐体が大きいこともあり、ベゼルの枠が異様に大きかった。
ベイ方式は、ウルトラベイFXという390専用のタイプを使用し、他のThinkPadと共用はできない。
また、キーボード交換（他言語版に交換する場合）またはマザーボード交換する場合、キーボード設定確認作業が必要であり、ソフトウェア設定またはキーボード操作による設定など容易な方法とは異なり、マザーボードについている設定スイッチ（ディップスイッチ状）と専用マニュアルに記載しているキーボード設定表を確認して行わないと正確に設定ができないため、通常の交換とは少しややこしい面があった。
CPUは、MMXPentium、Pentium II、Pentium III、Celeronを採用し、クロック周波数は233～650MHz。CPUは換装が可能で、MMC-1、MMC-2を採用していた。

## シリーズ
ThinkPad 390
- (2626-20J/ 5AJ/ 70J) 1998年10月

ThinkPad 390E
- (2626-90J/ 95J/ CAJ/ C5J/ D0J/ D5J/ ENJ) 1999年4月
- (2626-B0J/ B5J/ CAJ/ C5J/ D0J/ D5J/ ENJ) 1999年7月

ThinkPad 390X
- (2626-F0J/ F5J/ FNJ/ G0J/ G5J/ GNJ/ H0J/ H5J/ HNJ/ J0J/ JNJ) 1999年10月
- (2626-N0J/ N5J/ NNJ/ P0J/ P5J/ PNJ/ H0J/ H5J/ HNJ/ L0J/ L5J/ LNJ/ J0J/ JNJ/ M0J/ MNJ) 2000年1月